# Te amo (álbum de Makano)
Te amo es el nombre del álbum debut del cantautor panameño Makano. Fue lanzado al mercado bajo los sellos discográficos Panamá Music y Machete Music el 18 de noviembre de 2008. Este álbum incluye el primer sencillo "Te amo", el cual fue el número 1 en la lista de los Top Latin Songs.

## Sencillos
- Te amo: primer sencillo del álbum, lanzado el 29 de septiembre de 2008. Exactamente el mismo día del lanzamiento del álbum.
- Déjame entrar: segundo sencillo del álbum, lanzado el 12 de enero de 2009 y su vídeo musical se estrenó pocos días después.

## Lista de canciones
Todas las canciones escritas y compuestas por Hernán Jiménez. 
| N.º | Título                       | Duración |  |
| 1.  | «Te amo»                     | 3:47     |  |
| 2.  | «Déjame entrar»              | 3:44     |  |
| 3.  | «Hambriento de ti»           | 3:52     |  |
| 4.  | «No quise hacerte daño»      | 3:08     |  |
| 5.  | «Te va doler»                | 2:56     |  |
| 6.  | «Para que vuelvas a mi vida» | 3:34     |  |
| 7.  | «Si tú no le dices»          | 3:06     |  |
| 8.  | «Estoy amando a otra»        | 3:04     |  |
| 9.  | «Traición»                   | 2:27     |  |
| 10. | «Yo quisiera vivir»          | 4:08     |  |
| 11. | «Quisiera creer»             | 2:46     |  |
| 12. | «Lo prefieres a él»          | 3:07     |  |
| 13. | «Te quiero»                  | 4:12     |  |

## Posicionamiento en listas
| Lista (2008)                  | Mejor posición |
| ----------------------------- | -------------- |
| US Billboard Top Latin Albums | 29             |
| US Billboard Heatseekers      | 36             |